# Tomori Anasztáz
Tomori Anasztáz (eredeti nevén: Theodorovits) (Dunaföldvár, 1824. május 1. – Budapest, 1894. október 9.) mérnök, református főgimnáziumi tanár, a magyar tudományos és művészeti élet híres támogatója, az MTA levelező tagja (1858).

## Élete
Apja Dunaföldváron volt boltoskereskedő. Vezetéknevét Anasztáz még ifjú korában megmagyarosította. Pesten mérnöki tanfolyamot végzett. 1853-ban a nagykőrösi gimnázium matematikatanára, így Arany János, Salamon Ferenc, Mentovich Ferenc, Szilágyi Sándor, ill. Szász Károly tanártársa lett. Ugyanott a görögkeleti fiókegyház gondnoka is volt. 1854-ben anyai nagybátyja Baranovszky Miklós halálával hatalmas örökséghez jutott, majd tanári állásáról lemondott és vagyona nagy részét a tudományok és művészetek támogatására fordította. Ezután a fővárosban vagy gombai birtokán élt.
Új drámák megírására pályadíjakat tűzött ki, irodalmi vállalatokat, rászoruló művészeket támogatott, szobrokat emeltetett. Az MTA-nak tízezer forintot hagyott matematikai művek díjazására, ő tette lehetővé, hogy Shakespeare összes műveit magyarul kiadhatta a Kisfaludy Társaság, amelynek egyik alapító tagja volt. A belvederei Apollón szobrának ércmását a Magyar Nemzeti Múzeumnak hagyta, amelynek ma a parkjában található.
Felesége Nikolits Ilona, lányai Erzsébet és Konstancia voltak. Unokahúgai Halász Izabella és Mária Csepy Dániel feleségei voltak.

## Művei
- 1852 Emlékkönyv a magyar irodalomból. Pest.
- 1854 Elemi mennyiségtan. Pest. (Pesti Napló 169)
- 1856 Splényi Henrik báró és a székesfejérvári állandó színház ügye. Magyar Sajtó 1856/186.
- 1857 Viszhang Fáy András indítványára. Magyar Sajtó 1857/26.
- 1861 könyvismertetés. Magyar Sajtó 1861/201.

További cikkei: a Vasárnapi Ujságban (1855), az Akadémiai Értesítőben (Math. és Természettudományi Közlöny 1860; A gabona-, különösen a víz- és gőzmalmokról. Székfoglaló), a Falusi Gazdában (1860/3, 6, 7), a Nemzetben (1886/211 Emlékezés Vörösmartyra, kivonat naplómból); levele (Irodalomtörténeti Közlemények 1903), levele Arany Jánoshoz a Shakespeare fordítás ügyében (Shakespeare-Tár 1908).

## Emlékezete

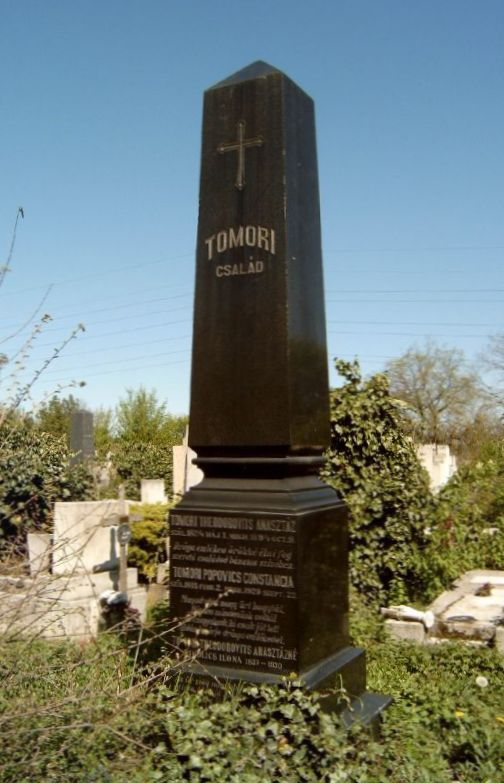
Sírja Budapesten